# Ma Thành
Macheng (tiếng Trung: 麻城; bính âm: Máchéng) là một thành phố cấp huyện thuộc địa cấp thị Hoàng Cương, tỉnh Hồ Bắc, Trung Quốc. Ma Thành có một lịch sử lâu đời, bắt nguồn từ thời Xuân Thu. Thành phố có nhiều loại tài nguyên thiên nhiên như đã bazan, cẩm thạch, silic, ngọc bích, vàng bạc và đồng.

### Nhai đạo
- Long Trì (龙池桥街道)
- Cổ Lâu (鼓楼街道)
- Nam Hồ (南湖街道)

### Trấn
| - Trung Quán (中馆驿) - Tống Phụ (宋埠镇) - Kỳ Đình (歧亭镇) - Bạch Quả (白果镇) - Phu Tử Hà (夫子河镇) - Diêm Gia Hà (阎家河镇) - Diêm Điền Hà (盐田河镇) | - Trường Gia Phán (张家畈镇) - Mộc Tử Điếm (木子店镇) - Tam Hà Khẩu (三河口镇) - Hoàng Thổ Cương (黄土岗镇) - Phúc Điền Hà (福田河镇) - Thừa Mã Cương (乘马岗镇) - Thuận Hà (顺河镇) |

### Hương
- Thiết Môn Cương (铁门岗乡)
- Khưu Sơn (龟山乡)

### Khác
- Khu khai phát kinh tế Ma Thành (麻城经济开发区)
- Lâm trường Sư Tử Phong (狮子峰林场)

## Địa lý
Núi Quy Phong ở Ma Thành với số lượng khách du lịch đông đảo.

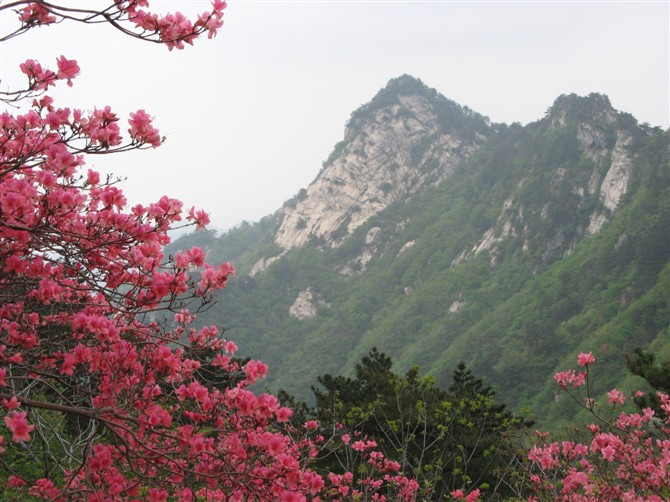
Núi Quy Phong, Ma Thành